# Simulium lassmanni
Simulium lassmanni is een muggensoort uit de familie van de kriebelmuggen (Simuliidae). De wetenschappelijke naam van de soort is voor het eerst geldig gepubliceerd in 1946 door Vargas et al..